# Eday Airport
Eday Airport är en flygplats i Storbritannien.   Den ligger i kommunen Orkneyöarna och riksdelen Skottland, i den norra delen av landet, 900 km norr om huvudstaden London. Eday Airport ligger 4 meter över havet. Den ligger på ön Eday.
Terrängen runt Eday Airport är platt.  Det finns inga samhällen i närheten. I omgivningarna runt Eday Airport växer i huvudsak blandskog.